# Liste des filiales de BNP Paribas
 (juillet 2025).
Motif : aucune source secondaire indépendante centrée sur le sujet permettant de vérifier la notoriété
- Archive Wikiwix
- Bing
- Cairn
- DuckDuckGo
- E. Universalis
- Gallica
- Google
- G. Books
- G. News
- G. Scholar
- Persée
- Qwant
- (zh) Baidu
- (ru) Yandex
- (wd) trouver des œuvres sur Wikidata

| 1. | Préciser le motif de la pose du bandeau. | Précisez le motif de la pose du bandeau en utilisant la syntaxe suivante : {{admissibilité à vérifier\|date=juillet 2025\|motif=remplacez ce texte par le motif}}                                      |
| 2. | Informer les utilisateurs concernés.     | Pensez à avertir le créateur de l'article, par exemple, en insérant le code ci-dessous sur sa page de discussion : {{subst:avertissement admissibilité à vérifier\|Liste des filiales de BNP Paribas}} |

 (juillet 2025).
Si vous disposez d'ouvrages ou d'articles de référence ou si vous connaissez des sites web de qualité traitant du thème abordé ici, merci de compléter l'article en donnant les références utiles à sa vérifiabilité et en les liant à la section « Notes et références ».
 (juillet 2025).
- Si vous ne connaissez pas le sujet, laissez ce bandeau (vous pouvez alors contacter les auteurs).
- Si vous supprimez le contenu mis en cause (vous pouvez préalablement contacter les auteurs),

argumentez précisément cette suppression dans la page de discussion
(un manque de référence n'est pas un argument ; une recherche réelle de référence doit avoir été effectuée, être formellement documentée).

## Banque de détail à l'international

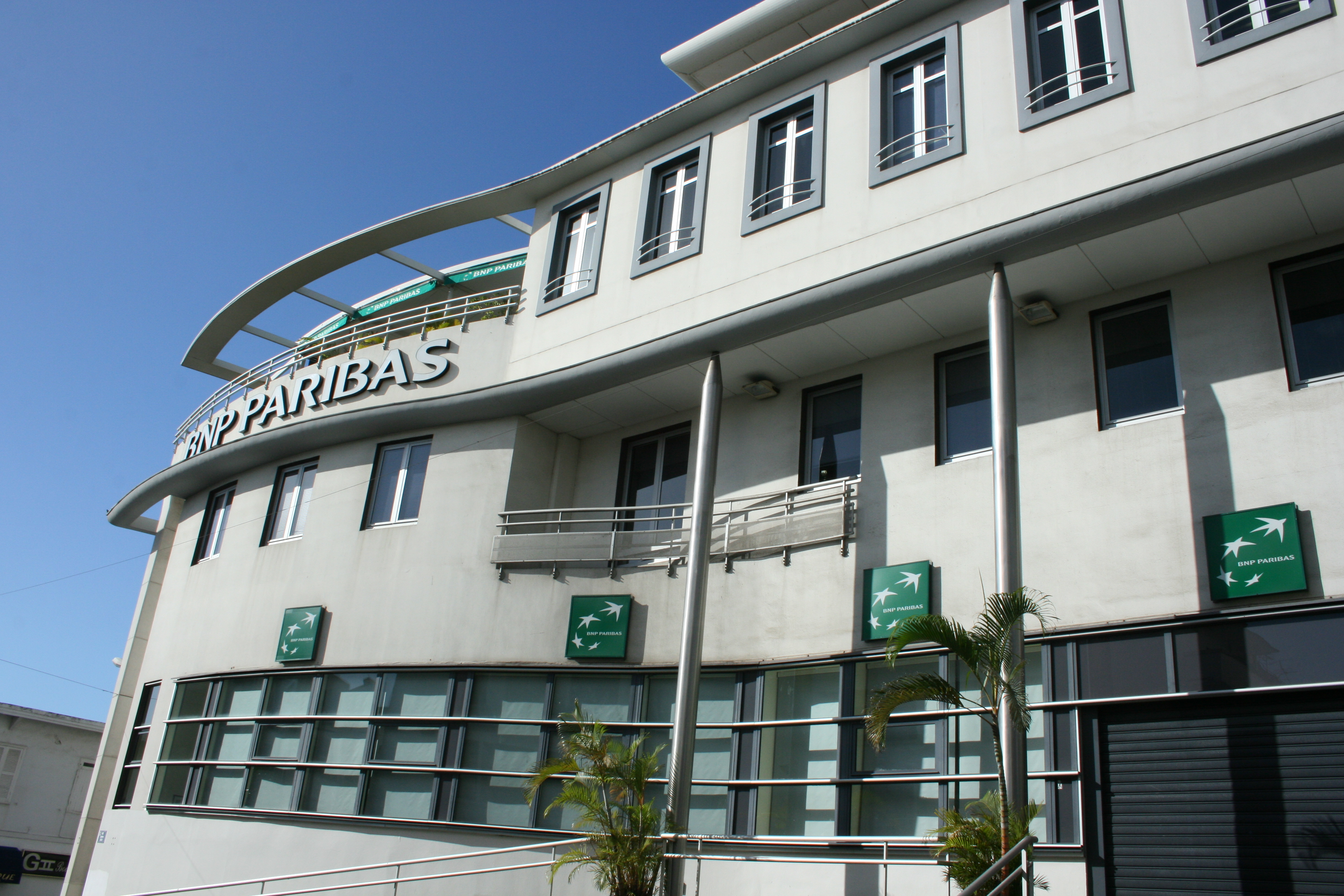
Le siège régional à La Réunion.

- France  Belgique  Allemagne  Italie : banque en ligne Hello bank!
- Algérie : BNP Paribas est installée en Algérie via sa filiale BNP Paribas El Djazaïr et possède la totalité du capital.
- Belgique  Luxembourg : grâce au rachat de la première banque belge Fortis Banque et de son réseau de 1 000 agences, la Belgique et le Luxembourg deviennent les troisième et quatrième marchés domestiques de BNP Paribas.
- Chine : BNP Paribas a une participation de 20 % dans Bank of Nanjing. Elle possède un réseau de 60 agences pour 1 500 employés, et elle est la 21e banque commerciale de Chine.
- Italie : BNP Paribas est présent en Italie depuis 2006 à la suite du rachat de la sixième banque du pays Banca Nazionale del Lavoro pour près de 9 milliards d'euros. Avec 900 agences et 2,6 millions de clients, l'Italie est le deuxième marché domestique de BNP Paribas.
- Luxembourg : BGL, avec son réseau de 37 agences est devenue filiale du groupe et prend le nom de BGL BNP Paribas.
- Maroc : BNP Paribas détient 66,74 % du capital de la banque marocaine BMCI.
- Pologne : BNP Paribas a racheté 98,5 % du capital de BGZ à Rabobank en 2013, elle complète ainsi son réseau de 230 agences avec le réseau de 400 agences de BGZ.
- Russie : BNP Paribas est entré sur le marché russe en utilisant sa participation dans UkrSibbank (banque ukrainienne rachetée, voir plus haut) et possède désormais une filiale BNPParibas Vostok.
- Tunisie : UBCI. BNP Paribas détient 50 % du capital.
- Turquie : BNP Paribas possède une participation de 50 % dans TEB Mali, la holding qui contrôle 84,25 % de Türk Ekonomi Bankası. C'est en 2005 que BNP Paribas entre en Turquie en prenant cette participation pour 217 millions de dollars. TEB possède 192 agences et figure parmi les dix premières banques du pays.
- Ukraine : BNP Paribas entre sur le marché ukrainien en avril 2006 en prenant 51 % du capital de UkrSibbank. Avec près de 1 000 agences pour 11 000 employés, UkrSibbank est le troisième acteur du secteur bancaire en Ukraine en termes d'actifs.

## Autres filiales
- Alfred Berg, gestion d’actifs
- Arbitrage
- Arval
- Arius
- Artegy
- L'Atelier BNP Paribas
- Banexi
- Banque de Bretagne
- Banque de Wallis-et-Futuna, (BWF)
- BICIA-B - Banque Internationale pour le Commerce, l’Industrie et l’Agriculture du Burkina (Burkina Faso)
- BICICI - Banque Internationale pour le Commerce et l'Industrie de la Côte d’Ivoire
- B* Capital
- BICIM - Banque Internationale pour le Commerce et l'Industrie du Mali
- BICIS - Banque Internationale pour le Commerce et l'Industrie du Sénégal
- BICI-GUI - Banque Internationale pour le Commerce et l'Industrie de la Guinée
- BNP Paribas Arbitrage (Activités de marché)
- BNP Paribas Asset Management
- BNP Paribas Assurance (Cardif)
- BNP Paribas Factor
- BNP Paribas Invest Immo - Financement immobilier et regroupement de crédits
- BNP Paribas Investment Partners - la branche d'activités spécialisée en gestion d'actifs du groupe BNP Paribas
- BNP Paribas Leasing Solutions (BPLG, auparavant "BNP Paribas Lease Group")
- BNP Paribas Méditerranée IT (Maroc)
- BNP Paribas Partners for Innovation (BP2I) - Sous-traitance informatique (Joint Venture entre BNP Paribas et IBM)
- BNP Paribas Real Estate (anciennement Atisreal et BNP Paribas Immobilier)
- BNP Paribas Securities Services (BPSS ou BP2S) (Métier Titres)
- BNP Paribas Cardif
- Cetelem - Marque principale de BNP Paribas Personal Finance (Crédit aux particuliers)
- CMV Médiforce (Financements réservés aux professionnels de santé)
- Cortal Consors
- Exane
- Fund Quest (gestion d'actifs)
- Immobilier d'Exploitation et logistique (IMEX) - services pour immobilier d'entreprises
- Informatique & Technologies Groupe
- Overlay Asset Management - Société de gestion (Hedge Fund) spécialisée dans le change
- Pargesa Holding (par participations indirectes). Pargesa, premier actionnaire de GDF Suez[1], est la société mère du Groupe Bruxelles Lambert. Elle est codétenue par les milliardaires Albert Frère (Belge) et Paul Desmarais (Canadien).
- Slib (éditeur de logiciels pour la finance)[2],[3].
- UCB (crédit immobilier, qui a fusionné avec Cetelem)
- UFB locabail
- Protection 24[4],[5]
- Compte-Nickel
- BNP Paribas Wealth management